# Miasto Skradin
Miasto Skradin (chorw. Grad Skradin) – jednostka administracyjna w Chorwacji, w żupanii szybenicko-knińskiej. W 2011 roku liczyła 3825 mieszkańców.